# Diplacus traskiae
Diplacus traskiae är en gyckelblomsväxtart som först beskrevs av Adele Lewis Grant, och fick sitt nu gällande namn av Guy L. Nesom. Diplacus traskiae ingår i släktet Diplacus och familjen gyckelblomsväxter. Inga underarter finns listade i Catalogue of Life.